# Dranem au dancing
Dranem au dancing (ou Bonsoir m'sieurs dames) est un court métrage comique français réalisé en 1930 par Jean Choux

## Fiche technique
Source IMDb
- Réalisation : Jean Choux
- Scénario et dialogues : Serge Veber
- Production : Société des Films Osso
- Genre : comédie
- Format : Noir et Blanc - 35 mm (positif et négatif) - 1,37:1 - son mono
- Date de sortie : France :  1930

## Distribution
Source IMDb
- Dranem
- Roland Toutain